# Habitatge al carrer Ravalet, 34 (Hostalric)
L'edifici entre mitgeres situat al carrer Ravalet, 34 és una obra del nucli urbà d'Hostalric (Selva) que forma part de l'Inventari del Patrimoni Arquitectònic de Catalunya.

## Descripció
Consta de planta baixa, dos pisos, terrat i està coberta amb un teulat a doble vessant. La façana és amb encoixinat a la part inferior i arrebossat en la part dels dos pisos superiors. A la planta baixa hi ha una finestra tapada amb una reixa de ferro forjat i tres portes. La primera començant per l'esquerra és una porta doble en arc pla, la segona és senzilla i té un arc de mig punt, i la tercera també és doble i amb arc el·líptic. Totes elles amb llinda de pedra. Sobre la porta en arc pla hi ha gravades unes inicials i una data: S. M. 1879.
El primer i segon pis segueixen la mateixa estructura. A la part esquerra una finestra, seguida per dues finestres més (totes elles llindades amb pedra) amb balcó, amb barana de ferro forjat i sostingut per mènsules de pedra decorades. L'edifici està coronat per una cornisa hortitzontal llisa, sostinguda falsament per mènsules, i a sobre un terrat fet d'obra. Hi ha també unes cornises verticals, que simulen unes pilastres estriades, una a cada extrem de l'edifici, i l'altre sembla separar visualment l'edifici en dos cossos.